# Junior Eurovision Song Contest 2019
Der 17. Junior Eurovision Song Contest fand am 24. November 2019 in der polnischen Stadt Gliwice statt, nachdem Roksana Węgiel den Vorjahreswettbewerb in Belarus gewinnen konnte. Es war das erste Mal, dass Polen einen Eurovision Song Contest austrug. Außerdem war es die erste in Polen stattfindende Eurovisions-Veranstaltung seit Eurovision Young Dancers 2013 in Danzig.
Insgesamt 19 Länder traten in diesem Jahr an, darunter Spanien erstmals seit 13 Jahren. Gewonnen hat den Wettbewerb erneut Polen und somit gab es erstmals einen Heimsieg sowie zwei Siege in Folge bei diesem Wettbewerb.

## Austragungsort
Ausgetragen wurde der Contest in der viertgrößten Stadt Schlesiens, Gliwice. Die Arena Gliwice kann bis zu 17.178 Zuschauer beherbergen und gilt als eine der größten Sport- und Veranstaltungshallen des Landes. Sie wurde erst im Mai 2018 eröffnet.
Vor der Verkündung Polens als Gastgeber waren sowohl Armenien als auch Kasachstan als mögliche Ersatzkandidaten gehandelt worden. Aufgrund der klimatischen Verhältnisse in der kasachischen Hauptstadt Nur-Sultan wäre der Wettbewerb wohl in den wärmeren Monat Oktober verlegt worden; außerdem wäre dies der erste Fall gewesen, in dem ein assoziiertes EBU-Mitglied eine EBU-Veranstaltung ausgetragen hätte, da der Sender Khabar kein Vollmitglied ist. Zudem widerspräche das den Regeln des ESC, laut denen z. B. das ebenfalls nur assoziierte EBU-Mitglied aus Australien den Wettbewerb in Zusammenarbeit mit einer europäischen Anstalt organisieren darf.
Es war das insgesamt sechste Mal, dass der Wettbewerb im Land des Vorjahressiegers ausgetragen wurde. Das Recht des Siegers, als erstes Land die Austragung im Folgejahr angeboten zu bekommen, war erst 2013 beim JESC etabliert und bis auf 2018 in jedem Jahr so gehandhabt worden.
Bereits wenige Tage nach dem Vorjahreswettbewerb, am 10. Dezember 2018, wurde Polen als Austragungsland bekanntgegeben. Zuvor waren bereits Meldungen veröffentlicht worden, laut denen der Contest in Krakau stattfinden würde. Es war das erste Mal seit dem Wettbewerb 2014 in Marsa, dass er nicht in der Hauptstadt des jeweiligen Landes stattfand, weil in Warschau keine geeignete Halle zur Verfügung stand.

## Format

Länder, die 2019 teilnahmen
Länder, die in der Vergangenheit teilgenommen haben, jedoch nicht 2019

### Logo und Slogan
Am 13. Mai 2019 wurde das Motto Share The Joy (dt.: Teile die Freude) zusammen mit dem Logo veröffentlicht. Es zeigt einen Kite-Drachen in den Farben lila, blau und rosa, der Freiheit, Licht und gemeinsam geteilte Freude symbolisieren soll. Es handelt sich beim Drachensteigen lassen um einen vor allem bei Kindern beliebten Freizeitsport, was zum Grundgedanken des Wettbewerbs passe.

## Teilnehmer

### Länder
Insgesamt 19 Länder nahmen am Junior Eurovision Song Contest 2019 teil. Israel, das bereits 2013–2015 und 2017 ausgesetzt hatte, nahm auch 2019 nicht teil. Aserbaidschan, das 2012, 2013 und 2018 teilgenommen hatte, sagte ebenfalls für 2019 ab. Spanien nahm vorher zuletzt im Jahr 2006 am Wettbewerb teil.

### Nationale Vorentscheidungen
| Land           | Vorentscheid                         |
| -------------- | ------------------------------------ |
| Albanien       | Junior Fest 2019                     |
| Armenien       | Depi Mankakan Evratesil 2019         |
| Australien     | interne Auswahl                      |
| Belarus        | Nationaler Vorentscheid              |
| Frankreich     | interne Auswahl                      |
| Georgien       | Ranina 2019                          |
| Irland         | Junior Eurovision Éire               |
| Italien        | interne Auswahl                      |
| Kasachstan     | interne Auswahl                      |
| Malta          | Malta Junior Eurovision Song Contest |
| Niederlande    | Junior Songfestival 2019             |
| Nordmazedonien | interne Auswahl                      |
| Polen          | Szansa na Sukces                     |
| Portugal       | interne Auswahl                      |
| Russland       | Nationaler Vorentscheid              |
| Serbien        | interne Auswahl                      |
| Spanien        | interne Auswahl                      |
| Ukraine        | Online-Vorentscheidung               |
| Wales          | Chwilio am Seren                     |

## Finale
| Platz | Startnr. | Land              | Interpret                              | Lied Musik (M) und Text (T)                                                                                                 | Sprache                  | Übersetzung (inoffiziell)      | Punkte | Punkte    | Punkte |
| Platz | Startnr. | Land              | Interpret                              | Lied Musik (M) und Text (T)                                                                                                 | Sprache                  | Übersetzung (inoffiziell)      | Jury   | Zuschauer | Gesamt |
| ----- | -------- | ----------------- | -------------------------------------- | --- | ------------------------ | ------------------------------ | ------ | --------- | ------ |
| 01.   | 11       | Polen (Gastgeber) | Viki Gabor                             | Superhero M/T: Małgorzata Uściłowska, Patryk Kumór, Dominic Buczkowski-Wojtaszek                                            | Polnisch, Englisch       | Superheld                      | 112    | 166       | 278    |
| 02.   | 10       | Kasachstan        | Yerzhan Maxim                          | Armanyńnan Qalma M: Khamit Shangaliyev; T: Aldabergenov Daniyar, Timur Balymbetov                                           | Kasachisch, Englisch     | Verschwende deine Träume nicht | 148    | 079       | 227    |
| 03.   | 05       | Spanien           | Melani Garcia                          | Marte M/T: Pablo Mora, Manu Chalud                                                                                          | Spanisch                 | Mars                           | 108    | 104       | 212    |
| 04.   | 14       | Niederlande       | Matheu                                 | Dans Met Jou M: Jermain van der Bogt, Willem Laseroms; T: Dieter Kranenburg                                                 | Niederländisch, Englisch | Mit dir tanzen                 | 105    | 081       | 186    |
| 05.   | 02       | Frankreich        | Carla                                  | Bim Bam Toi M/T: Igit, Barbara Pravi                                                                                        | Französisch              | Bim bam du                     | 085    | 084       | 169    |
| 06.   | 04       | Nordmazedonien    | Mila Moskov                            | Fire M: Lazar Cvetkoski; T: Magdalena Cvetkoska                                                                             | Mazedonisch, Englisch    | Feuer                          | 100    | 050       | 150    |
| 07.   | 17       | Italien           | Marta Viola                            | La Voce Della Terra T: Marco Iardella, Franco Fasano; M: Emilio di Stefano, Fabrizio Palaferri                              | Italienisch, Englisch    | Die Stimme der Erde            | 065    | 064       | 129    |
| 08.   | 1        | Australien        | Jordan Anthony                         | We Will Rise M/T: Jordan Anthony, MSquared                                                                                  | Englisch                 | Wir werden aufsteigen          | 082    | 039       | 121    |
| 09.   | 15       | Armenien          | Karina Ignatyan                        | Colours Of Your Dream M: Taras Demchuk; T: Avet Barseghyan, Margarita Doroshevich                                           | Armenisch, Englisch      | Farben deines Traums           | 070    | 045       | 115    |
| 10.   | 19       | Serbien           | Darija Vračević                        | Podigni Glas M: Aleksandra Milutinović; T: Leontina Vukomanović Pat                                                         | Serbisch, Englisch       | Erhebe die Stimme              | 046    | 063       | 109    |
| 11.   | 07       | Belarus           | Liza Misnikova                         | Pepelny M: Kirill Good; T: Natalia Tambovtseva, Liza Misnikova                                                              | Russisch                 | Aschfahl                       | 044    | 048       | 092    |
| 12.   | 12       | Irland            | Anna Kearney                           | Banshee M: Cyprian Cassar, Jonas Gladnikoff, Daniel Caruana; M: Niall Mooney, Fiachna O Bhraonáin, Anna Banks, Anna Kearney | Irisch                   | Todesfee                       | 039    | 034       | 073    |
| 13.   | 03       | Russland          | Tatyana Mezhentseva & Denberel Oorzhak | A Time For Us M: Dmitry Nortman, Alexander Andreev; T: Dmitry Nortman, Tatyana Mezhentseva                                  | Russisch, Englisch       | Zeit für uns                   | 015    | 057       | 072    |
| 14.   | 06       | Georgien          | Giorgi Rostiashvili                    | We Need Love M/T: David Evgenidze, Dato Evgenidze                                                                           | Georgisch, Englisch      | Wir brauchen Liebe             | 037    | 032       | 069    |
| 15.   | 13       | Ukraine           | Sophia Ivanko                          | The Spirit Of Music M: Sophia Ivanko, Mykhailo Tolmachov; T: Sophia Ivanko                                                  | Ukrainisch, Englisch     | Der Geist der Musik            | 028    | 031       | 059    |
| 16.   | 16       | Portugal          | Joana Almeida                          | Vem Comigo M/T: João Pedro Coimbra                                                                                          | Portugiesisch, Englisch  | Komm mit mir                   | 000    | 043       | 043    |
| 17.   | 18       | Albanien          | Isea Çili                              | Mikja Ime Fëmijëri M: Saimir Çili; T: Jorgo Papingji                                                                        | Albanisch                | Mein Freund, die Kindheit      | 007    | 029       | 036    |
| 18.   | 09       | Wales             | Erin Mai                               | Calon Yn Curo M: Sylvia Strand, Jonathan Gregory; T: Ed Holden                                                              | Walisisch                | Herzschlag                     | 009    | 026       | 035    |
| 19.   | 08       | Malta             | Eliana Gomez Blanco                    | We Are More M: Jonas Thander, Rachel Suter; T: Rachel Suter, Jonas Thander, Joe Julian Farrugia, Kevin Lee                  | Englisch, Maltesisch     | Wir sind mehr                  | 002    | 027       | 029    |

### Punkteverteilung
In der folgenden Tabelle sind alle 19 Teilnehmer in der Startreihenfolge zeilenweise von oben nach unten sowie spaltenweise von links nach rechts aufgebaut, daneben befinden sich außerdem die Punkte, welche sich aus dem Online-Voting ergaben.
| Land           | Punkte | AU | FR | RU | MK | ES | GE | BY | MT | WA | KZ | PL | IE | UA | NL | AM | PT | IT | AL | RS | Online-Voting |
| -------------- | ------ | -- | -- | -- | -- | -- | -- | -- | -- | -- | -- | -- | -- | -- | -- | -- | -- | -- | -- | -- | ------------- |
| Australien     | 121    | –  | –  | 12 | –  | 1  | 8  | 4  | 8  | –  | 8  | 10 | 1  | 10 | 6  | 5  | –  | 2  | –  | 7  | 39            |
| Frankreich     | 169    | 10 | –  | –  | 1  | 5  | –  | 6  | 6  | 10 | 2  | 1  | 5  | –  | 10 | 1  | 7  | 8  | 5  | 8  | 84            |
| Russland       | 72     | –  | –  | –  | –  | –  | –  | –  | –  | –  | 3  | –  | –  | –  | –  | 10 | 2  | –  | –  | –  | 57            |
| Nordmazedonien | 150    | 4  | 1  | 7  | –  | 2  | 10 | 5  | 12 | 2  | –  | 7  | 10 | 7  | 7  | 3  | 10 | 4  | 7  | 2  | 50            |
| Spanien        | 212    | 1  | 8  | –  | 10 | –  | –  | 7  | 4  | 7  | 7  | 8  | 8  | 6  | 5  | –  | 8  | 12 | 12 | 5  | 104           |
| Georgien       | 69     | 5  | –  | –  | 3  | –  | –  | –  | 1  | 8  | –  | 5  | –  | –  | –  | 8  | –  | –  | 3  | 4  | 32            |
| Belarus        | 92     | 6  | 3  | –  | –  | 6  | –  | –  | 3  | –  | –  | 2  | 7  | –  | 1  | 6  | –  | 10 | –  | –  | 48            |
| Malta          | 29     | –  | –  | –  | –  | –  | –  | –  | –  | 1  | –  | –  | –  | –  | –  | –  | –  | –  | –  | 1  | 27            |
| Wales          | 35     | –  | –  | –  | –  | –  | 3  | –  | –  | –  | –  | –  | –  | –  | –  | –  | –  | 6  | –  | –  | 26            |
| Kasachstan     | 227    | 7  | 2  | 8  | 5  | 8  | 12 | 12 | 7  | 12 | –  | 12 | 2  | 12 | 12 | 4  | 6  | 7  | 8  | 12 | 79            |
| Polen          | 278    | –  | 10 | 1  | 7  | 12 | 4  | 10 | 10 | 6  | 12 | –  | 4  | 8  | 8  | –  | 5  | 3  | 2  | 10 | 166           |
| Irland         | 73     | –  | 4  | 6  | 2  | 3  | –  | –  | –  | 5  | 10 | –  | –  | 3  | 2  | –  | 3  | 1  | –  | –  | 34            |
| Ukraine        | 59     | 3  | –  | –  | –  | –  | –  | 8  | –  | –  | 6  | –  | –  | –  | –  | 7  | –  | –  | 1  | 3  | 31            |
| Niederlande    | 186    | 12 | 12 | 4  | 4  | 10 | 5  | –  | 5  | –  | –  | 6  | 6  | 2  | –  | 12 | 12 | 5  | 10 | –  | 81            |
| Armenien       | 115    | 8  | 5  | 10 | 6  | 7  | 7  | 3  | 2  | –  | 5  | 3  | –  | 4  | –  | –  | 4  | –  | 6  | –  | 45            |
| Portugal       | 43     | –  | –  | –  | –  | –  | –  | –  | –  | –  | –  | –  | –  | –  | –  | –  | –  | –  | –  | –  | 43            |
| Italien        | 129    | 2  | 7  | 2  | 8  | –  | 6  | 2  | –  | 3  | 1  | 4  | 12 | 5  | 4  | 2  | 1  | –  | –  | 6  | 64            |
| Albanien       | 36     | –  | –  | 5  | –  | –  | 2  | –  | –  | –  | –  | –  | –  | –  | –  | –  | –  | –  | –  | –  | 29            |
| Serbien        | 109    | –  | 6  | 3  | 12 | 4  | 1  | 1  | –  | 4  | 4  | –  | 3  | 1  | 3  | –  | –  | –  | 4  | –  | 63            |

### Statistik der Zwölf-Punkte-Vergabe (Jury)
| Anzahl | Land           | erhalten von                                                   |
| ------ | -------------- | -------------------------------------------------------------- |
| 7      | Kasachstan     | Georgien, Niederlande, Polen, Serbien, Ukraine, Wales, Belarus |
| 4      | Niederlande    | Armenien, Australien, Frankreich, Portugal                     |
| 2      | Polen          | Kasachstan, Spanien                                            |
| 2      | Spanien        | Albanien, Italien                                              |
| 1      | Australien     | Russland                                                       |
| 1      | Italien        | Irland                                                         |
| 1      | Nordmazedonien | Malta                                                          |
| 1      | Serbien        | Nordmazedonien                                                 |

### Online-Voting
| Land           | Zuschauerstimmen (Online-Voting) | Zuschauerstimmen (Online-Voting) | Zuschauerstimmen (Online-Voting) |
| Land           | Stimmen                          | %                                | Punkte                           |
| -------------- | -------------------------------- | -------------------------------- | -------------------------------- |
| Polen          | 586.000                          | 15,06 %                          | 166                              |
| Spanien        | 356.000                          | 09,44 %                          | 104                              |
| Frankreich     | 287.000                          | 07,62 %                          | 084                              |
| Niederlande    | 277.000                          | 07,35 %                          | 081                              |
| Kasachstan     | 270.000                          | 07,17 %                          | 079                              |
| Italien        | 219.000                          | 05,81 %                          | 064                              |
| Serbien        | 216.000                          | 05,72 %                          | 063                              |
| Russland       | 195.000                          | 05,17 %                          | 057                              |
| Nordmazedonien | 171.000                          | 04,54 %                          | 050                              |
| Belarus        | 164.000                          | 04,36 %                          | 048                              |
| Armenien       | 154.000                          | 04,08 %                          | 045                              |
| Portugal       | 147.000                          | 03,90 %                          | 043                              |
| Australien     | 133.000                          | 03,54 %                          | 039                              |
| Irland         | 116.000                          | 03,09 %                          | 034                              |
| Georgien       | 109.000                          | 02,90 %                          | 032                              |
| Ukraine        | 106.000                          | 02,81 %                          | 031                              |
| Albanien       | 099.000                          | 02,63 %                          | 029                              |
| Malta          | 092.000                          | 02,45 %                          | 027                              |
| Wales          | 089.000                          | 02,36 %                          | 026                              |

## Absagen
Diese Länder haben ihre Teilnahme abgesagt, darunter befinden sich sowohl ehemalige Teilnehmer als auch Länder, die sich noch nie am Wettbewerb beteiligt haben.
- Bulgarien: BNT hatte bereits mehrmals, zuletzt im Juni 2018, bekräftigt, derzeit nicht an einer Rückkehr interessiert zu sein. Jedoch wurde im Zuge eines Führungswechsels, der 2019 ansteht, bekanntgegeben, dass sich das neue Führungsgremium des Senders eventuell für den JESC interessiere. Neueste Meldungen, laut denen der Sender vor dem Bankrott stehe, sprechen jedoch eher gegen eine Teilnahme in naher Zukunft.[8]
- Deutschland: Der Sender KiKA von ARD und ZDF bestätigte erneut, dass Deutschland 2019 nicht teilnehmen werde, da der Wettbewerb in der bereits abgeschlossenen Programmplanung für 2019 nicht auftauche. Man sei jedoch im Kontakt mit dem NDR, der federführend im Bereich ESC für die ARD tätig ist.[9]
- Finnland: Der finnische Sender YLE bestätigte am 10. Juni 2019, dass das Land 2019 nicht debütieren werde. Als Grund wurde der Charakter der Veranstaltung angeführt, der Kinder unnötig unter Druck setze.[10]
- Israel: Am 27. Dezember 2018 gab KAN bekannt, dass man sich im Frühjahr 2019 mit dem JESC in Gliwice beschäftigen werde.[11] Die Meldung, dass man sich gegen die Teilnahme entschieden habe, folgte am 13. Juni.[12]
- Lettland: Am 14. Juni 2019 gab der Sender LTV bekannt, dass man sich primär auf den ESC sowie den neuen Wettbewerb Eurovision Choir konzentriere und derzeit kein Interesse am JESC habe.[13]
- Montenegro: Am 2. Juni 2019 bestätigte der Sender RTCG, dass das Land auch 2019 nicht zurückkehren wird.[14]
- Norwegen: Am 11. April 2019 gab NRK bekannt, auch 2019 nicht teilzunehmen, da der Wettbewerb nicht zu den Prinzipien des Senders passe, man beobachte ihn aber weiterhin.[15]
- Slowakei: Laut der Sprecherin des Senders RTVS, Erika Rusnáková, wurde am 7. Juni 2019 bekanntgegeben, dass der Sender im Moment über ein Debüt bei Junior Eurovision nachdenke.[16] Bereits drei Tage später wurde diese Meldung jedoch dementiert.[17]
- Slowenien: Am 3. Juni 2019 bestätigte RTVSLO, aufgrund der hohen Teilnahmegebühren und damit verbundenen Kosten aufgrund des schlechten Sendetermins am Sonntagnachmittag nicht zurückkehren zu wollen.[18]
- Vereinigtes Königreich: Aufgrund geringer Zuschauerzahlen im Jahr 2006, ein Jahr nach dem letzten Beitrag des Landes beim JESC, wird ITV auch 2019 nicht zurückkehren.
- Zypern: Am 10. Juni 2019 gab CyBC bekannt, aufgrund einer Entscheidung des Managements 2019 nicht zurückkehren zu wollen.[19]

Ohne Nennung von Gründen haben die folgenden Länder die Teilnahme verneint:
- Aserbaidschan[20]
- Belgien[21]
- Dänemark[22]
- Estland[23]
- Griechenland[24]
- Island[25]
- Kroatien[26]
- Moldau[27]
- Schweden[28]
- Schweiz[29]

## Übertragung

### Fernsehübertragung
| Land                      | Sender                              | Moderation/Kommentar                    |                     |
| Teilnehmende Länder       | Teilnehmende Länder                 | Teilnehmende Länder                     | Teilnehmende Länder |
| ------------------------- | ----------------------------------- | --------------------------------------- | ------------------- |
| Albanien                  | RTSH 1                              | Andri Xhahu                             |                     |
| Armenien                  | ARMTV                               | Avet Barseghyan & Mane Grigoryan        |                     |
| Australien                | ABC Me                              | Pip Rasmussen, Ava Madon & Drew Parker  |                     |
| Frankreich                | France 2                            | Stéphane Bern & Sandy Héribert          |                     |
| Georgien                  | SSM                                 | Demetre Ergemlidze & Tamar Edilaschwili |                     |
| Irland                    | TG4                                 | N.N.                                    |                     |
| Italien                   | Rai Gulp                            | Mario Acampa                            |                     |
| Kasachstan                | Khabar                              | N.N.                                    |                     |
| Malta                     | TVM                                 | N.N.                                    |                     |
| Niederlande               | NPO Zapp                            | Buddy Vedder                            |                     |
| Nordmazedonien            | MRT 1                               | N.N.                                    |                     |
| Polen                     | TVP ABC, TVP Polonia, TVP HD        | Artur Orzech                            |                     |
| Portugal                  | RTP1, RTP Internacional, RTP África | Nuno Galopim                            |                     |
| Russland                  | Carousel                            | N.N.                                    |                     |
| Russland                  | NTW                                 | Vadim Takmenev & Lera Kudryavtseva      |                     |
| Serbien                   | RTS2, RTS SAT                       | N.N.                                    |                     |
| Spanien                   | La 1, TVE Internacional             | Tony Aguilar & Julia Varela             |                     |
| Ukraine                   | UA:Perschyj, UA:Crimea, UA:Kultura  | N.N.                                    |                     |
| Wales                     | S4C                                 | Trystan Ellis-Morris (Walisisch)        |                     |
| Wales                     | S4C                                 | Stifyn Parri (Englisch)                 |                     |
| Belarus                   | Belarus 1, Belarus 24               | Evgeny Perlin                           |                     |
| Nicht teilnehmende Länder |                                     |                                         |                     |
| Litauen                   | TVP Wilno                           | Artur Orzech                            |                     |
| Vereinigtes Königreich    | Fun Kids                            | Ewan Spence                             |                     |